# Rockwell Automation
Rockwell Automation je jedna z vedoucích světových společností produkující průmyslovou elektroniku a elektrotechniku. Do koncernu Rockwell Automation patří mnoho značek, které získala akvizicemi v minulosti. Jako hlavní zástupce lze jmenovat Allen Bradley, Guard Master, část firmy Cedes, Rockwell Software, ProsCon, Pavilion, Gepa a další.

## Produkty
- spínací a jistící technika
- řadové svorky
- frekvenční měniče a soft-startéry
- vizualizační panely
- řídící systémy
- servo pohony
- pokročilé softwary pro historizaci dat, ERP systémy, převod do MES systémů atd.

## Česká republika
Hlavní sídlo Rockwell Automation Česká republika se nachází v budově ArtGen v pražských Holešovicích.
Systémoví integrátoři:
- HN Technology Kutná Hora
- SPEL Kolín